# Idephrynus
Idephrynus is een kevergeslacht uit de familie van de boktorren (Cerambycidae). De wetenschappelijke naam van het geslacht werd voor het eerst geldig gepubliceerd in 1881 door Bates.

## Soorten
Idephrynus is monotypisch en omvat slechts de volgende soort:
- Idephrynus scaber Bates, 1881